# Wettin-Stein (Eibenstock/Rektorbrücke)

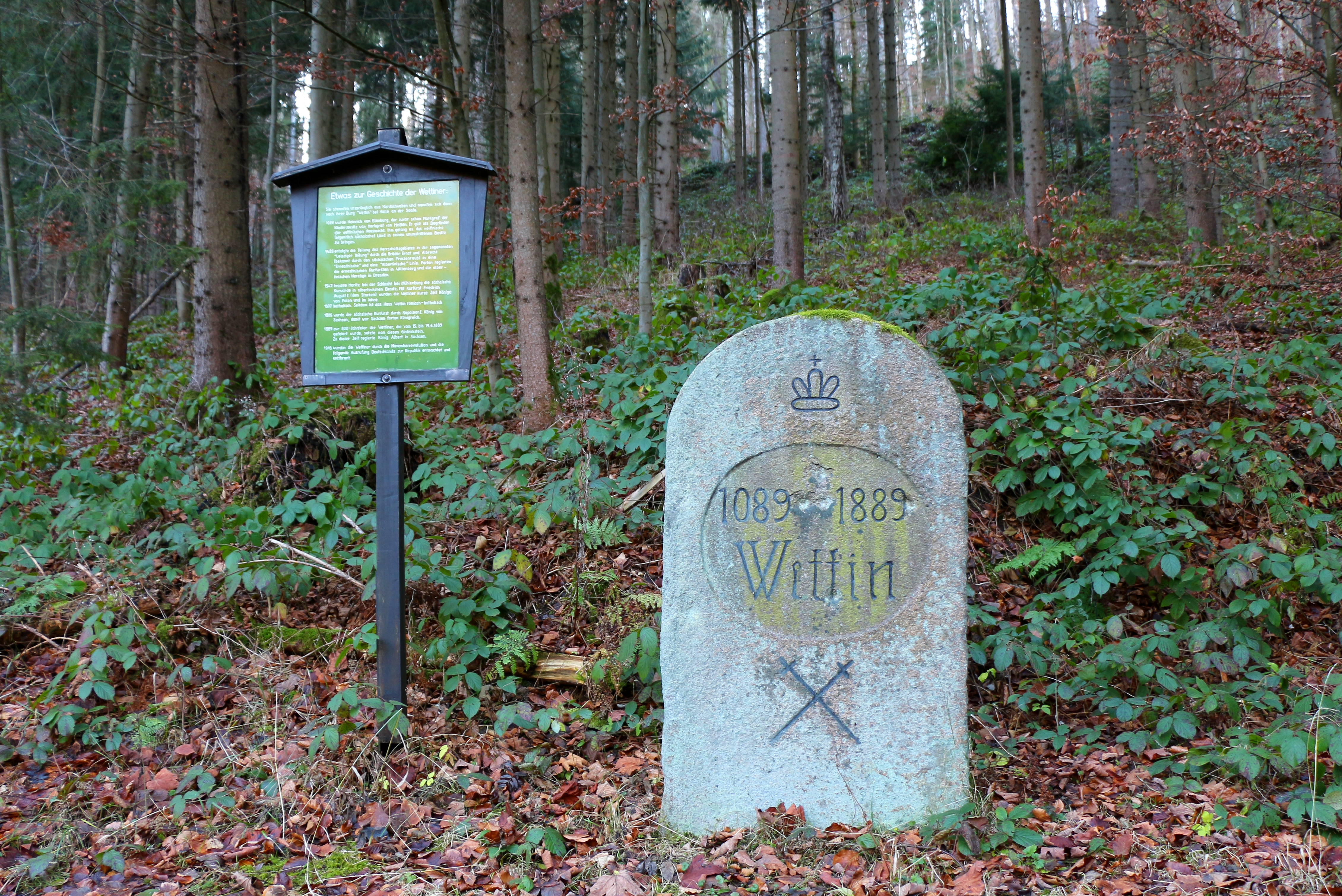
Wettin-Stein oder auch Wettinstein zu Ehren Haus Wettin in Eibenstock an der Rektorbrücke am Auersberg im Erzgebirge

Der Wettin-Stein bei Eibenstock am Fuße vom Auersberg ist mit ca. 1,70 m Höhe der größte seiner Art in der Region. Er ist aufwendiger gearbeitet als vergleichbare Exemplare und zeigt neben der Inschrift noch Krone und die Sachsenschwerter.
Zu finden ist er an der Rektorbrücke im Tal der Großen Bockau zwischen Blauenthal und Wildenthal.
Errichtet wurde der Stein anlässlich des 800-jährigen Wettinfestes, das vom 15. bis 19. Juni 1889 zu Ehren des Hauses Wettin gefeiert wurde.
Der auf alten Messtischblättern eingezeichnete Wettin-Stein war Jahrzehnte verschollen und wurde erst im Jahr 1994 durch gezielte Suche von Heimatfreunden wiederentdeckt. Umgefallen, von dichtem Bewuchs umgeben sowie die Inschrift nach unten, lag er auf dem kleinen Plateau, auf dem er heute wieder thront. Nur mit Unterstützung des damaligen Forstamtes konnte der mindestens 10 Zentner wiegende Stein mit Hilfe schwerer Technik (Rücketraktor mit Seilwinde und Umlenkrolle) wieder aufgerichtet werden.